# Южный научный центр РАН
Южный научный центр РАН (Федеральное государственное бюджетное учреждение науки «Федеральный исследовательский центр Южный научный центр Российской академии наук», ЮНЦ РАН) — региональное подразделение Российской академии наук, объединяющее исследовательские группы из разных городов Южного и Северо-Кавказского федеральных округов. Председатель ЮНЦ РАН — доктор географических наук С. В. Бердников. Научный руководитель ЮНЦ РАН — академик Г. Г. Матишов. Президиум ЮНЦ РАН находится в Ростове-на-Дону.

## История
Создан решением Общего собрания РАН 19 декабря 2002 года.

## Исследовательская деятельность
В его составе работают более 500 человек, в том числе 5 академиков и 5 членов-корреспондентов РАН, около 100 докторов и около 250 кандидатов наук.
В качестве приоритетных областей фундаментальных и прикладных исследований ЮНЦ РАН заявлены:
- астрофизические исследования;
- многопроцессорные системы;
- теория молекулярных компьютеров;
- методы прогнозирования и предотвращения природных и техногенных катастроф;
- создание люминесцентных материалов на основе нанотехнологий;
- проблемы модернизации железнодорожного транспорта;
- развитие технологий мониторинга, прогнозирования и освоения водных, энергетических, нефтегазовых и биологических ресурсов аридных зон России;
- экосистемные и инженерно-экологические исследования южных морей;
- социально-политические, экономические, гуманитарные проблемы густонаселённого и многонационального Юга России, включая Северный Кавказ.

ЮНЦ РАН имеет тесные связи с Южным федеральным университетом, Кубанским, Ставропольским и Волгоградским государственными университетами, техническими ВУЗами в Таганроге, Астрахани, Ростове-на-Дону, Волгограде, Ставрополе и Новочеркасске, Краснодар на базе которых созданы лаборатории и базовые кафедры.
С 2005 года ЮНЦ РАН издаёт мультидисциплинарный журнал «Наука Юга России» (с 2004 по 2015 г. — «Вестник Южного научного центра»; выходит один раз в квартал).